# Hezbolá turco
El Hezbolá turco, (en turco: Türk Hizbullah) conocido también como HT o TH por sus iniciales en turco, Hezbolá kurdo por los miembros kurdos, o simplemente Hezbolá, es una organización paramilitar islamista originaria de Turquía y no tiene ninguna relación con los movimientos de Hezbolá en el Líbano y Kataeb Hezbolá en Irak; está formado por islamistas sunitas turcos y kurdos que buscan instalar un estado islámico en Turquía —usando métodos terroristas durante el periodo de 1992 a 1995— y paralelamente también buscan acabar con el separatismo del Kurdistán turco por lo que luchan contra los integrantes del Partido de los Trabajadores de Kurdistán. Aunque la mayoría de sus miembros están comprometidos con la violencia, la organización se ha centrado en actividades no violentas durante los últimos 10 años.

## Historia
La organización Hezbolá Turco/Kurdo comenzó en 1979-1980 con las reuniones en la librería Vahdet en Diyarbakir. La tienda era propiedad de Abdulvahap Ekinci. Las reuniones fueron atendidos por Fidan Gungor y Velioğlu Hüseyin. En 1981 Fidan Gündör fundó la librería Menzil y Hüseyin Velioğlu fundó la librería Ilim en 1982. Hasta 1987 los grupos reunidos en torno a estas librerías trabajado juntos.
Otros grupos de Hezbolá dentro de kurdos fueron nombrados como Tevhid, dirigido por Nurettin Şirin y Mehmet Şahin y Yeryüzü, dirigido por Burhan Kavuncu.

## Actividades
En la década de 1990 la organización se convirtió en una amenaza directa a la ya creciente movimiento separatista kurdo. El grupo islamista kurdo (de pensamiento suní) comenzó como una fuerza de oposición contra el Partido de los Trabajadores del Kurdistán (PKK), aunque más tarde se han dirigido tanto contra el PKK como contra personas que tenían unas costumbres diferentes (bebían alcohol, usaba minifaldas, etc). Algunos de los grandes ataques de Hezbolá supuestamente incluyen atentados con bombas en dos sinagogas en Estambul el 17 de noviembre de 2003, matando a 23 e hiriendo a más de 300.

## Conflicto entre Menzil y Ilim
En 1987, cuando Hüseyin Velioğlu trasladó su librería a Batman, opiniones diferentes sobre el liderazgo y las acciones armadas dio lugar a la división de las dos alas. El llamado Ilim-ala, bajo el liderazgo de Hüseyin Velioğlu insistió para iniciar la lucha armada de inmediato. El conflicto dio lugar a sangrientos combates entre ambas facciones.
Además de la ciudad de Batman, Hezbolá fue el más fuerte en el distrito de la provincia de Diyarbakir, Silvan. Durante mucho tiempo el pueblo Yolaç se utilizó como su base.

## Recursos Humanos
Corry Görgü pone el número de militantes de hasta 20.000 cifra presentada por el Centro de Información de la Defensa también. Información proporcionada por el Programa de Inteligencia de recursos de la Federación de Científicos de Estados Unidos basada en los patrones mundiales de 2002, de terrorismo informe sugiere que la organización tiene posiblemente unos pocos cientos de miembros y varios miles de partidarios. Ufuk Hiçyılmaz declaró que el grupo contaba con unos 1000 miembros armados.

## Persecución
Tras el secuestro de varios empresarios en Estambul y el ataque posterior de una casa en el barrio de Beykoz una caza a nivel nacional sobre los partidarios de Hezbolá siguieron. Durante la operación en Beykoz el 17 de enero de 2000 Velioğlu Hüseyin murió y Edip Gümüş y Tutar Cemal fueron detenidos. Edip Gümüş, nacido en 1958 en Batman fue acusado de liderar el ala militar de Hezbolá y Cemal Tutar se decía que era un miembro del brazo armado.
En el momento de seguir muchos ensayos se realizaron en Diyarbakir y otros lugares contra los presuntos miembros de Hezbolá. En varios casos, los acusados plantearon denuncias de tortura. Esas denuncias están documentadas en las Acciones Urgentes (AU) de Amnistía Internacional. En el juicio en el que Edip Gümüş y Tutar Cemal fueron acusados el acusado Fahrettin Özdemir dijo el 10 de julio de 2000, que había estado en custodia durante 59 días y había sido torturado. En la audiencia del 11 de septiembre de 2000 Tutar Cemal dijo que había estado bajo custodia policial durante 180 días.
El juicio de Hezbolá se concluyó en diciembre de 2009. Los acusados recibieron diversas penas de prisión.

## La liberación de los sospechosos
Dieciocho miembros del Hezbolá turco, sospechosos de actividades militantes, fueron liberados de la cárcel el 4 de enero de 2011, de acuerdo con una reciente modificación del código penal turco, que establecen un límite de 10 años en el tiempo de los detenidos pueden ser retenidos sin ser condenado en un veredicto final.